# 丸山邦治
丸山 邦治（まるやま くにじ、1937年 - ）は、日本の実業家、株式会社丸山海苔店代表取締役社長、花王アメリカ元副社長。

## 人物・経歴
1937年生まれ。1961年、立教大学経済学部卒業。大学卒業後、花王株式会社に入社。
1972年、スタンフォード大学経営大学院修了。
1979年、花王企画部長を経て、同社国際部長に就任。1980年、花王アメリカ副社長。1985年、ニベア花王常務取締役総支配人。
1991年、株式会社丸山海苔店代表取締役社長（5代目）に就任。丸山海苔店は1854年（安政元年）に日本橋で創業された老舗で、ミシュランガイドで三ツ星を獲得した「すきやばし次郎」を始め、星付きの寿司店の半数以上が同店の海苔を使用し、全国約3千店の高級寿司店にも海苔を卸す名店として知られる。
経営者として海苔とともにお茶事業の開拓も進め、2003年に築地に日本茶喫茶・茶葉を提供する「寿月堂」を出店すると、2008年には、フランス・パリに「寿月堂」パリ店を開店し、雑誌約150誌を含めメディアで多く取り上げられるなど、話題を集めた。このパリ店の建築は、新国立競技場やサントリー美術館、歌舞伎座などの設計を手掛けている隈研吾の作品である。
公職として、2004年に特定非営利活動法人ゴールデンアカデミー副理事長に就任したほか、東京銀座新ロータリークラブ会長を務める。2006年には、ヒーローズエデュテイメント株式会社取締役も兼任し、同社が運営する教育プログラムの講師も務めている。